# Protochondria
Protochondria is een geslacht van eenoogkreeftjes uit de familie van de Chondracanthidae. De wetenschappelijke naam van het geslacht is voor het eerst geldig gepubliceerd in 1970 door Ho.

## Soorten
- Protochondria alaeopis (Yamaguti, 1939)
- Protochondria longicauda Ho, 1970
- Protochondria neopercis (Yamaguti, 1939)